# Штрауфгайн
Штрауфгайн (нім. Straufhain) — громада в Німеччині, розташована в землі Тюрингія. Входить до складу району Гільдбурггаузен. Складова частина об'єднання громад Гельдбургер-Унтерланд.
Площа — 57,41 км2. Населення становить 2738 ос. (станом на 31 грудня 2021).

## Галерея

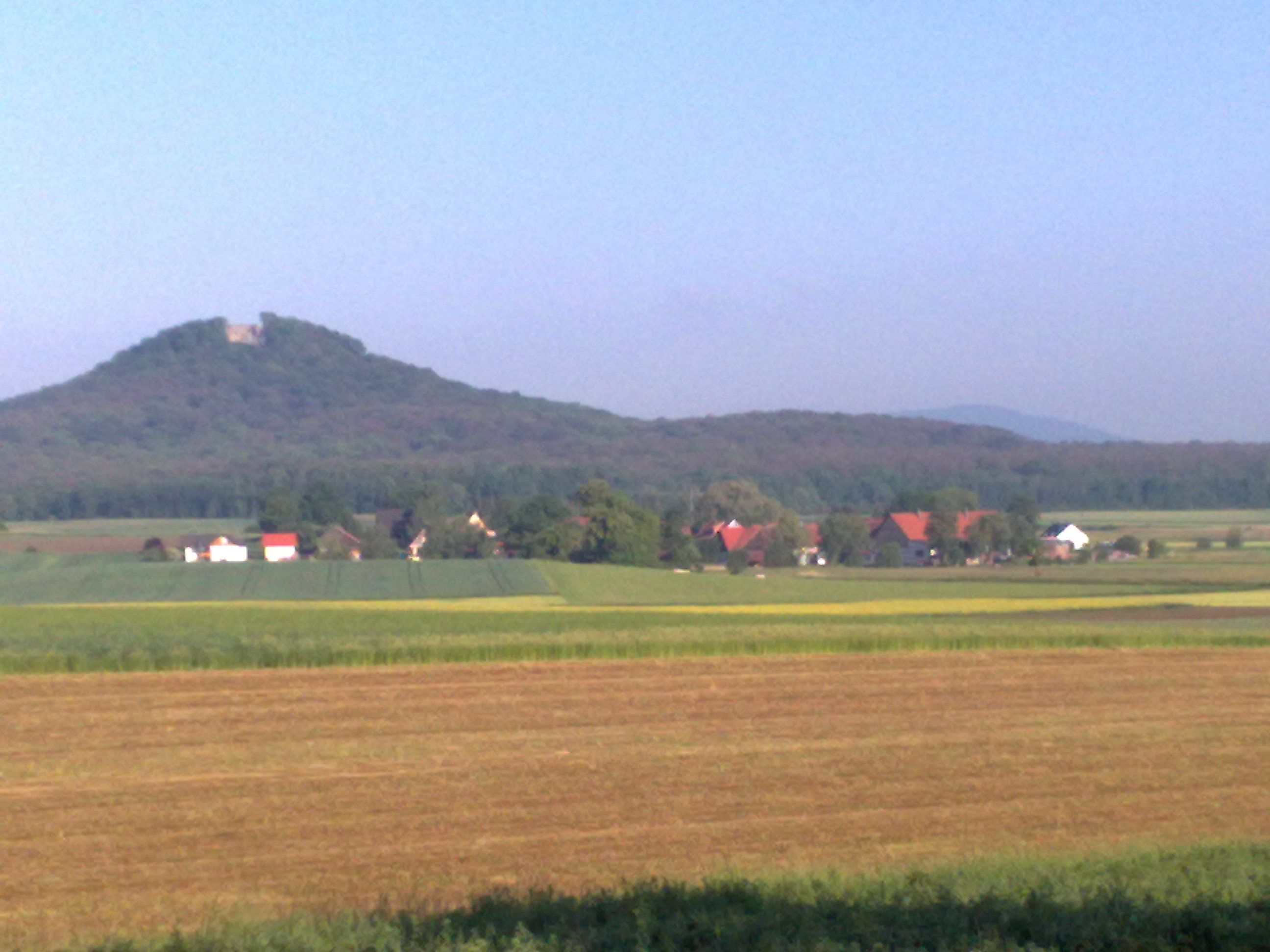